# اسکار شواب
اسکار شواب (انگلیسی: Oscar Schwab; ۲۴ ژوئن ۱۸۸۲ – اوت ۱۹۵۵) دوچرخه‌سوار اهل سوئیس بود. وی در ربازی‌های المپیک تابستانی ۱۹۰۴ شرکت کرده است.